# 謝爾本 (麻薩諸塞州)
謝爾本（英語：Shelburne）是一個位於美國麻薩諸塞州富蘭克林縣的鎮。

## 人口
根據2020年美國人口普查的數據，謝爾本的面積為60.60平方千米，當中陸地面積為60.60平方千米，而水域面積為0.00平方千米。當地共有人口1884人，而人口密度為每平方千米31人。